# Carl Julius Bernhard Börner
Pour les articles homonymes, voir Börner.
Carl (ou Karl) Julius Bernhard Börner est un entomologiste, botaniste et œnologue allemand, né le 28 mai 1880 à Brême et mort le 14 juin 1953 à Naumburg (Saale).

## Biographie
Carl Börner étudie la biologie à Marbourg. En 1903, il devient assistant à l'Institut impérial de biologie, à Dahlem (Berlin). À partir de 1907, en tant que chef de la station viticole d’Ulmenweiler, aujourd'hui Vany, près de Metz (alors en territoire allemand), il se consacre à la recherche sur la biologie et le contrôle du phylloxéra. Il découvre en 1910 l’existence de plusieurs races de phylloxéra. Après la relocalisation de la station viticole près de Naumbourg, il y fait des recherches sur la résistance au phylloxéra ; il y montre que les plants de vigne américains sont naturellement résistants au phylloxéra et pousse la sélection en ce sens. À la suite de ces recherches, la greffe de la vigne est homologuée en Allemagne en 1923, ce qui permet de remporter la bataille contre le phylloxéra.
Par ailleurs, Carl Börner a participé à la réglementation contre le phylloxéra et pour le contrôle des ravageurs infestant les vignes allemandes.
Pour ses recherches fondamentales dans les domaines de la morphologie comparée et de la taxonomie des arthropodes, et en reconnaissance de sa contribution importante à la connaissance du phylloxéra  et du puceron lanigère des pommiers, l'université technologique de Dresde lui a décerné un doctorat honorifique en sciences, le 3 juin 1953, quelques jours avant sa mort.
Ses collections de collemboles sont conservées en partie au Muséum d'histoire naturelle de Londres et en partie à l'Institut entomologique allemand.